# Olivella santacruzence
Olivella santacruzence is een slakkensoort uit de familie van de Olividae. De wetenschappelijke naam van de soort is voor het eerst geldig gepubliceerd in 1965 door Castellanos & Fernández.